# Out of Space
Out of Space – tytuł utworu i piątego singla brytyjskiej formacji The Prodigy. Singel został wydany 9 listopada 1992 r. i dotarł do 5. miejsca na liście najlepiej sprzedających się singlii w Wielkiej Brytanii. W 2005 r. utwór został zremixowany przez Audio Bullys na potrzeby promocji albumu Their Law: The Singles 1990–2005 W utworze użyto sampli z  klasycznej piosenki wykonawcy reggae Maxa Romeo pt. „Chase the Devil” oraz z hip-hopowego utworu „Critical Beatdown” grupy Ultramagnetic MCs.

## Lista utworów

### XL

#### 7" vinyl (XLS 35)
A. "Out of Space"
B. "Ruff in the Jungle Bizness" (Uplifting Vibes Remix) (4:17)

#### 12" vinyl (XLT 35)
1. "Out of Space" (Original mix) (5:07)
2. "Out of Space" (Techno Underworld remix) (4:48)
3. "Ruff in the Jungle Bizness" (Uplifting Vibes remix) (4:20)
4. "Music Reach" (1/2/3/4) (Live) (4:21)

### Kaseta
1. "Out of Space" (3.41)
2. "Ruff in the Jungle Bizness" (Uplifting Vibes Remix) (4.20)

#### CD singel (XLS 35 CD)
1. "Out of Space" (Edit) (3:41)
2. "Out of Space" (Techno Underworld remix) (4:48)
3. "Ruff in the Jungle Bizness" (Uplifting Vibes remix) (4:20)
4. "Music Reach" (1/2/3/4) (Live) (4:21)

### Elektra CD single
1. "Out of Space" (Edit) (3:41)
2. "Out of Space" (Techno Underworld remix) (4:48)
3. "Out of Space" (Millennium mix) (6:25)
4. "Out of Space" (Celestial Bodies remix) (5:44)
5. "Ruff in the Jungle Bizness" (Uplifting Vibes remix) (4:20)
6. "Jericho" (Live version) (4:22)